# هلال احمر کردی
هلال احمر کردی (زبان کردی: هی وا سور) یک سازمان غیرانتفاعی بشردوستانه است که مراکزی در آلمان و کوبانی دارد و در منطقه خودمختار کردستان سوریه قرار دارد. تأمین کننده اولیه مراقبت‌های درمانی و کمک به پناهندگانی است که از حملات داعش و رژیم بشار اسد فرار کرده‌اند. همچنین درگیر بازسازی کوبانی است که عمدتاً پس از چند ماه مبارزه با داعش، نابود شد.

## پروژه‌ها
پنج پروژه اصل هویو سور وجود دارد. پروژه کودکان، پروژه بهداشت، پروژه کمک اضطراری، پروژه همبستگی با زندانیان و پروژه همکاری و کمک با سازمان‌های هم‌فکر.

## درخواست
هلال احمر کردی از کمک‌های بین‌المللی پزشکی و بشردوستانه و همچنین برای بازگشت پرسنل پزشکی به کوبانی دعوت کرده‌است؛ زیرا در طول محاصره کوبانی آب پاکیزه و تصفیه پساب وجود ندارد.

## جمع‌آوری کمک مالی
در چندین کشور اروپایی، از جمله آلمان و سوئد، که هلال احمر کردی در سال ۱۹۹۳ در آنجا تأسیس شد، و انگلیس که این سازمان به عنوان یک مؤسسه خیریه ثبت شده‌است، شعبه‌های جمع‌آوری کمک‌های مالی وجود دارد.

## کمیته بین‌المللی صلیب سرخ (ICRC)
هلال احمر کردی در حال حاضر عضو کمیته بین‌المللی صلیب سرخ یا بخشی از فدراسیون بین‌المللی نیست. در سال ۲۰۱۰ اداره نظارت و خدمات راینلاند-فالتس در آلمان تصریح کرد که هلال احمر کردی نمی‌تواند از هلال قرمز یا صلیب سرخ کمک بگیرد، زیرا تنها دولتها مجاز به انجام این کار هستند.

## ادعا
پلیس ترکیه ادعا می‌کند که هلال احمر کردی کمک‌های مالی و تأمین نیروی جدید برای پ.کا. کا به عنوان یک سازمان تروریستی توسط ترکیه و ناتو، ایالات متحده آمریکا و اتحادیه اروپا شناخته شده، فراهم می‌کند.